# Elkalyce amurensis
Elkalyce amurensis är en fjärilsart som beskrevs av Rühl 1895. Elkalyce amurensis ingår i släktet Elkalyce och familjen juvelvingar. Inga underarter finns listade i Catalogue of Life.